# 234923 Bonnell
234923 Bonnell è un asteroide della fascia principale. Scoperto nel 2002, presenta un'orbita caratterizzata da un semiasse maggiore pari a 2,9981469 au e da un'eccentricità di 0,1158537, inclinata di 9,76597° rispetto all'eclittica.